# Pneumonoultramicroscopicsilicovolcanoconiosis
Pneumonoultramicroscopicsilicovolcanoconiosis — найдовше штучне слово англійської мови, яке опубліковане в Оксфордському словнику та складається з 45 букв. Цей термін придумав 1935 року президент Національної ліги головоломок Еверетт Сміт й він вперше з'явився 23 лютого 1935 року на шпальтах газети «New York Herald Tribune».
Pneumonoultramicroscopicsilicovolcanoconiosis є синонімом слова силікоз та означає форму професійного захворювання легенів, що викликане вдиханням дрібного кристалічного пилу кремнезему, і відзначається запаленням та утворенням рубців у вигляді вузлових уражень у верхній частині легень. Це тип пневмоконіозу.